# NGC 7000
NGC 7000 је емисиона маглина у сазвежђу Лабуд која се налази на NGC листи објеката дубоког неба.
Деклинација објекта је + 44° 31' 0" а ректасцензија 20h 59m 18,0s. Привидна величина (магнитуда) објекта NGC 7000 износи 5,0 а фотографска магнитуда 4,0. NGC 7000 је још познат и под ознакама LBN 373, North America nebula.